# Ленинка (Тюменская область)
Ле́нинка — посёлок в Абатском районе Тюменской области России. Административный центр Ленинского сельского поселения.

## География
Посёлок находится в юго-восточной части Тюменской области, в лесостепной зоне, в пределах Ишимской равнины, на берегах реки Черемшанка, на расстоянии примерно 24 км (по прямой) к югу от села Абатское, административного центра района. Абсолютная высота — 123 метра над уровнем моря.

## Население
| 1989 | 2002  | 2010 |
| ---- | ----- | ---- |
| 1230 | ↘1000 | ↘813 |

Гендерный состав
По данным Всероссийской переписи населения 2010 года в гендерной структуре населения мужчины составляли 46,9 %, женщины — соответственно 53,1 %.
Национальный состав
Согласно результатам переписи 2002 года, в национальной структуре населения русские составляли 81 % из 1000 чел.

## Улицы
| - ул. 8 Марта, - ул. Гагарина, - ул. Дачная, - пер. Калинина, | - ул. Калинина, - ул. Кузнечная, - ул. Ленина, - ул. Лермонтова, | - ул. Логовая, - пер. Логовой, - ул. Маслозаводская, - ул. Молодёжная, | - ул. Набережная, - ул. Октябрьская, - ул. Свердлова, - ул. Чкалова. |

## Инфраструктура
В посёлке функционируют средняя общеобразовательная школа, детский сад, дом культуры, врачебная амбулатория и отделение Почты России.